# Norio Tsukitate
Norio Tsukitate - em japonês:  築舘 範男, transl. Tsukitate Norio (Aichi, 2 de abril de 1960) é um ex-futebolista e treinador de futebol japonês. Atualmente comanda as equipes principal e Sub-23 de Timor Leste.

## Carreira
Como jogador, Tsukitate jogou apenas pelo Toyota Motor (atual Nagoya Grampus) entre 1989 e 1988, ano em que encerou a carreira de jogador.
Virou técnico em 1992, comandando o Nagoya Grampus (que na época usava o Eight), passando ainda pelo Shimizu S-Pulse, trabalhando nas categorias de base entre 2002 e 2005, quando assumiu o comando técnico da Seleção de Guam, treinada por ele até 2009.
Esteve ainda nas seleções do Timor-Leste (Sub-19), Laos e Butão, além da Seleção Feminina de Bangladesh, em 2014.
Após 3 anos longe do banco de reservas, Tsukitate foi contratado para comandar a seleção principal de Timor Leste, acumulando ainda o cargo de técnico da seleção Sub-23.